# Чемпионат мира по лёгкой атлетике 2017 — эстафета 4×100 метров (женщины)
Соревнования в эстафете 4×100 метров у женщин на чемпионате мира по лёгкой атлетике 2017 года прошли 12 августа в британском Лондоне на Олимпийском стадионе.
К соревнованиям были допущены 16 сильнейших сборных мира. Первые 8 команд-участниц определились в апреле 2017 года — ими стали все финалисты чемпионата мира по эстафетам, прошедшего на Багамских Островах. Оставшиеся 8 мест были распределены по итогам рейтинга, в зачёт которого шли два лучших результата сборных, показанные в период с 1 января 2016 года по 23 июля 2017 года.
Действующим чемпионом мира в эстафете 4×100 метров являлась сборная Ямайки.

## Медалисты

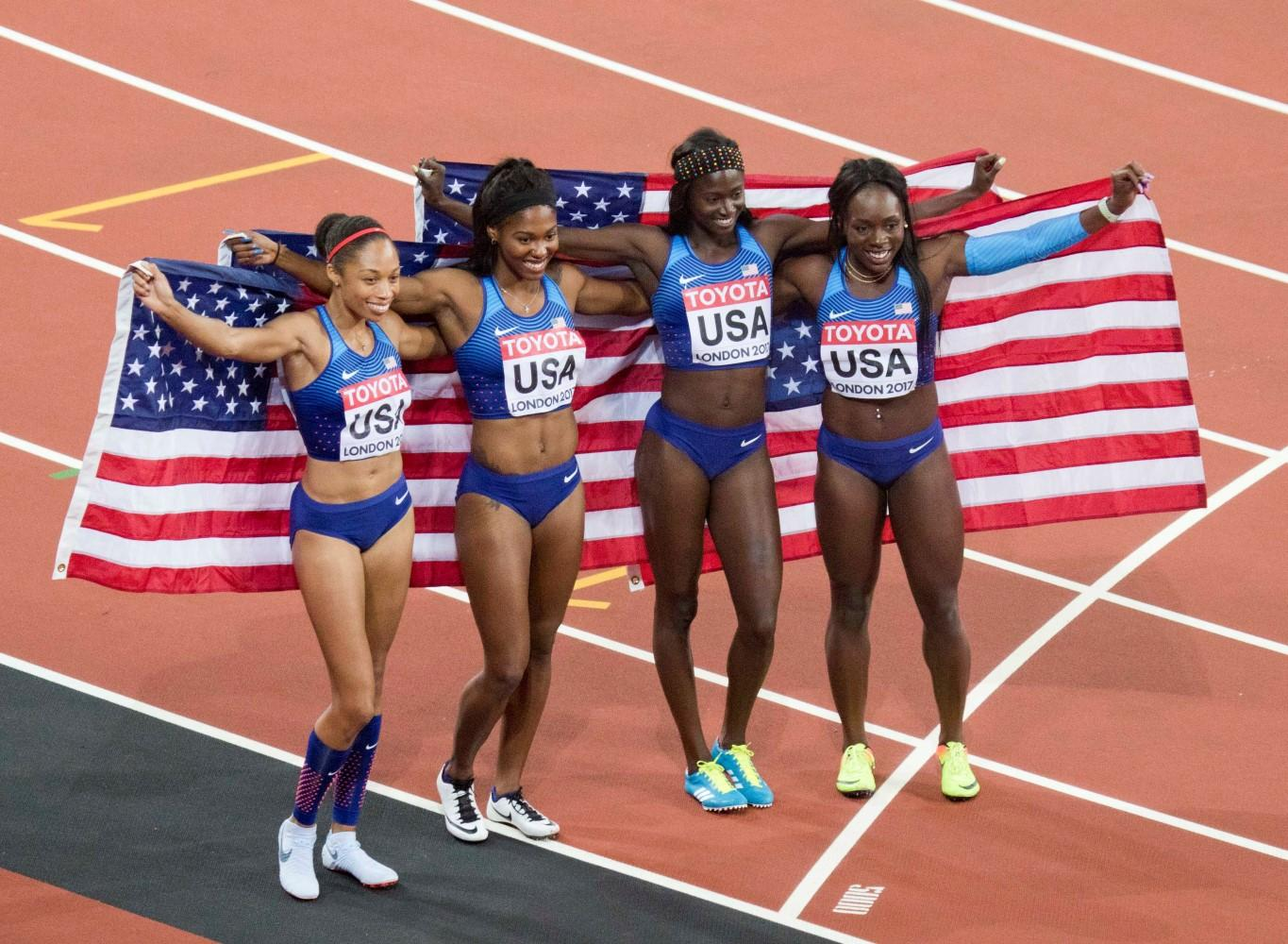
Чемпионки мира из США (слева направо): Феликс, Браун, Боуи, Акиносун

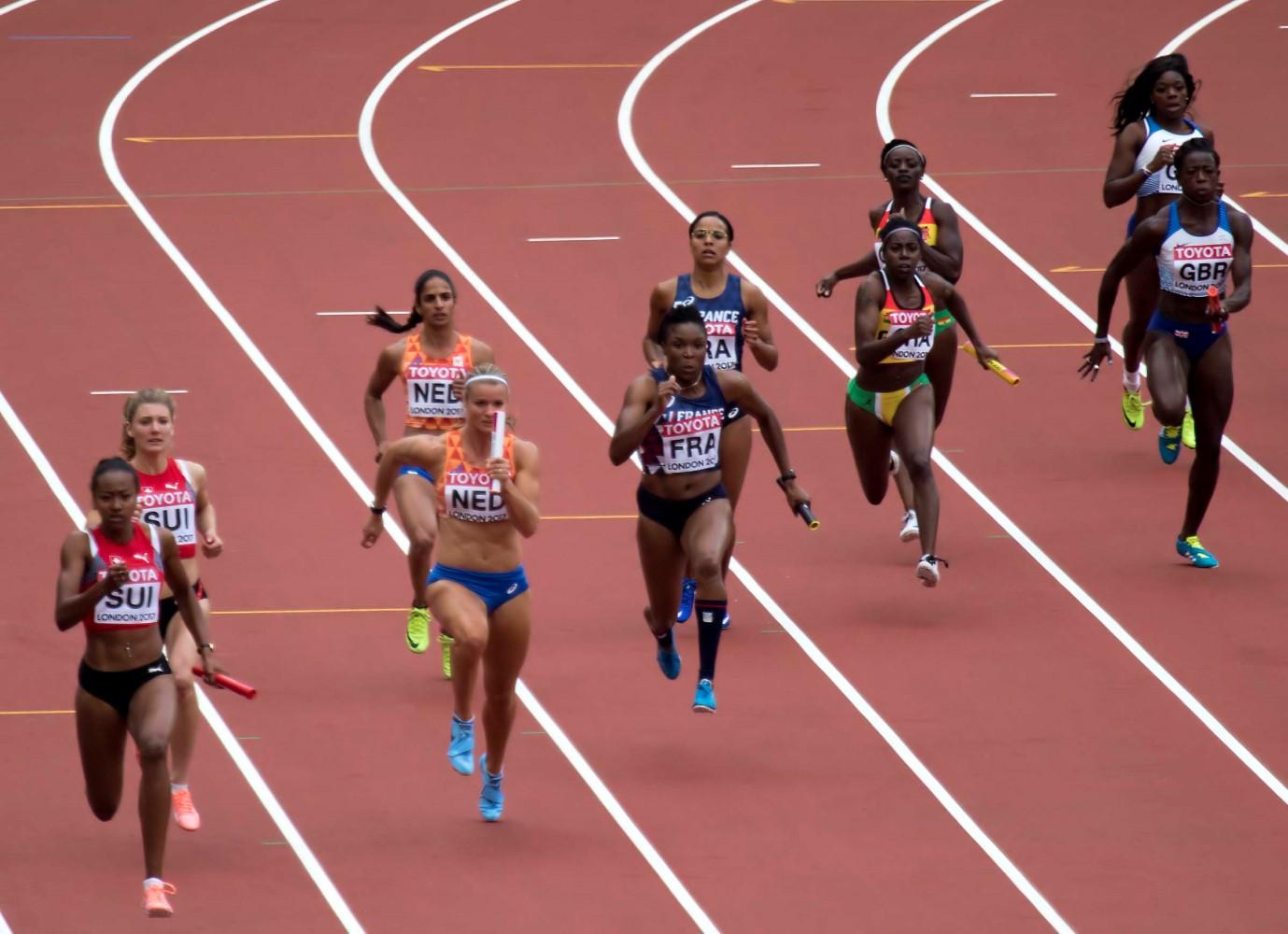
Первый предварительный забег

| Золото                                                                               | Серебро                                                                   | Бронза                                                                                  |
| США · Алия Браун · Эллисон Феликс · Моролаке Акиносун · Тори Боуи · Ариана Вашингтон | Великобритания · Аша Филип · Дезири Хенри · Дина Эшер-Смит · Дэрилл Нейта | Ямайка · Джура Леви · Наташа Моррисон · Симона Фейси · Сашали Форбс · Кристания Уильямс |

## Рекорды
До начала соревнований действующими были следующие рекорды.
| Мировой рекорд                 | США · Тианна Мэдисон · Эллисон Феликс · Бьянка Найт · Кармелита Джетер                       | 40,82 | Лондон, Великобритания | 10 августа 2012 |
| Рекорд чемпионатов мира        | Ямайка · Вероника Кэмпбелл-Браун · Наташа Моррисон · Элейн Томпсон · Шелли-Энн Фрейзер-Прайс | 41,07 | Пекин, Китай           | 29 августа 2015 |
| Лучший результат сезона в мире | Орегонский университет Макензи Данмор Деаджа Стивенс Ханна Канлифф Ариана Вашингтон          | 42,12 | Торранс, США           | 15 апреля 2017  |
| Лучший результат сезона в мире | Университет штата Луизиана Микия Бриско Кортни Джонсон Джада Мартин Алейя Хоббз              | 42,12 | Батон-Руж, США         | 29 апреля 2017  |

## Расписание
| Дата            | Время | Раунд соревнований     |
| --------------- | ----- | ---------------------- |
| 12 августа 2017 | 10:35 | Предварительные забеги |
| 12 августа 2017 | 21:30 | Финал                  |

Время местное (UTC+1:00)

## Результаты
Обозначения: Q — Автоматическая квалификация | q — Квалификация по показанному результату | WR — Мировой рекорд | AR — Рекорд континента | CR — Рекорд чемпионатов мира | NR — Национальный рекорд | WL — Лучший результат сезона в мире | SB — Лучший результат в сезоне | DNS — Не стартовали | DNF — Не финишировали | DQ — Дисквалифицированы

### Предварительные забеги
Квалификация: первые 3 команды в каждом забеге (Q) плюс 2 лучших по времени (q) проходили в финал.
| Место | Команда                                                                               | Забег | Результат | Примечания |
| ----- | ------------------------------------------------------------------------------------- | ----- | --------- | ---------- |
| 1     | США (Алия Браун, Эллисон Феликс, Моролаке Акиносун, Ариана Вашингтон)                 | 1     | 41,84     | Q, WL      |
| 2     | Великобритания (Аша Филип, Дезири Хенри, Дина Эшер-Смит, Дэрилл Нейта)                | 1     | 41,93     | Q, SB      |
| 3     | Германия (Татьяна Пинту, Лиза Майер, Джина Люккенкемпер, Ребекка Хазе)                | 2     | 42,34     | Q          |
| 4     | Швейцария (Айла Дель Понте, Сара Атшо, Муджинга Камбунджи, Саломе Кора)               | 1     | 42,50     | Q, NR      |
| 5     | Ямайка (Кристания Уильямс, Наташа Моррисон, Джура Леви, Сашали Форбс)                 | 2     | 42,50     | Q          |
| 6     | Нидерланды (Мадия Гафур, Дафне Схипперс, Наоми Седней, Ямиле Самуэль)                 | 1     | 42,64     | q, SB      |
| 7     | Бразилия (Франсиэла Красуцки, Ана Клаудия Силва, Витория Роза, Розанжела Сантос)      | 2     | 42,77     | Q, SB      |
| 8     | Тринидад и Тобаго (Келли-Энн Баптист, Мишель-Ли Ахье, Семой Хэкетт, Халифа Сент-Форт) | 2     | 42,91     | q, SB      |
| 9     | Франция (Орланн Омбисса-Дзанге, Айоделе Икуесан, Маруся Паре, Кароль Заи)             | 1     | 42,92     | SB         |
| 10    | Гана (Флингс Овусу-Агьяпонг, Джемма Ачимпонг, Акуа Обенг-Акрофи, Джанет Ампонса)      | 1     | 43,68     | SB         |
| 11    | Украина (Алина Калистратова, Елизавета Брызгина, Яна Качур, Анна Плотицына)           | 2     | 43,77     |            |
| 12    | Эквадор (Юлиана Ангуло, Нарциса Ландасури, Ромина Сифуэнтес, Анхела Тенорио)          | 1     | 43,94     | SB         |
| 13    | Казахстан (Рима Кашафутдинова, Виктория Зябкина, Светлана Голендова, Ольга Сафронова) | 2     | 45,47     |            |
| 14 !  | Багамские Острова (Девинн Чарльтон, Кармиша Кокс, Дженей Амброуз, Тиния Гейтер)       | 2     | DNF       |            |
| 15 !  | Китай (Тао Юйцзя, Вэй Юнли, Гэ Маньци, Лян Сяоцзин)                                   | 2     | DQ        |            |
| 16 !  | Нигерия                                                                               | 1     | DNS       |            |

### Финал
Финал в эстафете 4×100 метров у женщин состоялся 12 августа 2017 года. Сборная США в рекордный седьмой раз стала чемпионом мира. В трёх из этих побед поучаствовала Эллисон Феликс; с учётом своих выступлений в беге на 200 метров, 400 метров и в эстафетах она стала 10-кратной чемпионкой мира. Тори Боуи, бежавшая за американок на заключительном этапе, выиграла вторую золотую медаль на турнире (первая была в беге на 100 метров).
Шанс одержать третью победу подряд в рамках мировых первенств был у команды Ямайки, но неудачная передача палочки с третьего на четвёртый этап позволила ей бороться только за бронзу. Начиная с 2009 года, первые два места на Олимпийских играх и чемпионатах мира неизменно занимали сборные США и Ямайки (в различном порядке). В 2017 году их гегемония была прервана британками, которые перед родными трибунами завоевали серебряные медали.
| Место | Команда                                                                               | Результат | Примечания |
| ----- | ------------------------------------------------------------------------------------- | --------- | ---------- |
| 1     | США (Алия Браун, Эллисон Феликс, Моролаке Акиносун, Тори Боуи)                        | 41,82     | WL         |
| 2     | Великобритания (Аша Филип, Дезири Хенри, Дина Эшер-Смит, Дэрилл Нейта)                | 42,12     |            |
| 3     | Ямайка (Джура Леви, Наташа Моррисон, Симона Фейси, Сашали Форбс)                      | 42,19     | SB         |
| 4     | Германия (Татьяна Пинту, Лиза Майер, Джина Люккенкемпер, Ребекка Хазе)                | 42,36     |            |
| 5     | Швейцария (Айла Дель Понте, Сара Атшо, Муджинга Камбунджи, Саломе Кора)               | 42,51     |            |
| 6     | Тринидад и Тобаго (Семой Хэкетт, Мишель-Ли Ахье, Халифа Сент-Форт, Келли-Энн Баптист) | 42,62     | SB         |
| 7     | Бразилия (Франсиэла Красуцки, Ана Клаудия Силва, Витория Роза, Розанжела Сантос)      | 42,63     | SB         |
| 8     | Нидерланды (Тесса ван Схаген, Дафне Схипперс, Наоми Седней, Ямиле Самуэль)            | 43,07     |            |